# Lóngos (ort i Grekland, Västra Grekland)
Lóngos (Longos) är en ort i Grekland.   Den ligger i prefekturen Nomós Achaḯas och regionen Västra Grekland, i den centrala delen av landet, 150 km väster om huvudstaden Aten. Lóngos ligger 27 meter över havet och antalet invånare är 659.
Terrängen runt Lóngos är kuperad åt sydväst, men åt nordost är den platt. Havet är nära Lóngos åt nordost.Runt Lóngos är det ganska tätbefolkat, med 160 invånare per kvadratkilometer. Närmaste större samhälle är Aígio, 7,3 km sydost om Lóngos. 